# Kuda Padi
 (novembre 2017).
Le Kuda Padi est une race de chevaux de selle originaire de Malaisie. D'origine méconnue et d'assez petite taille, elle constitue la seule race équine indigène malaisienne. Le Kuda Padi est réputé pour sa rusticité et sa résistance aux parasites.

## Histoire
Le nom malais « Kuda Padi » se traduit littéralement par « cheval-riz » en français, kuda signifiant « cheval », tandis que le mot padi est employé en référence à la petite taille de la race. Cependant, son nom est généralement traduit par « poney », en raison de sa taille. L'origine de la race reste méconnue, ses ancêtres ayant peut-être été importés depuis la Chine ou le Viêt Nam.
Il s'agit de la race de chevaux indigène et locale de la Malaisie. Elle ne dispose pas de registre généalogique. Elle a fait l'objet d'une étude des infestations par Babesia Equi, publiée par le ministère de l'agriculture et le département des services vétérinaires malais en 1999.

## Description
La taille moyenne est de 1,40 m chez les femelles et 1,45 m chez les mâles, pour un poids moyen respectif de 350 à 370 kg. D'assez petite taille, la race est connue pour ses jambes courtes et son adaptation à la selle . 
Le Kuda Padi s'est adapté à son environnement tropical, et peut se nourrir sur la végétation locale. Il est d'une excellente rusticité, et présente une très bonne fertilité. La race est réputée être résistante aux infestations par les parasites de type strongyle et haemonchus. 
La robe est essentiellement de couleur unie, bai ou bai-brun, mais peut présenter des marques blanches.

## Utilisation
Ces chevaux sont essentiellement montés pour le travail.

## Diffusion de l'élevage
Le Kuda Padi provient plus particulièrement des régions de Kelantan et Terengganu, en Malaisie. 
Il n'est pas évalué dans l'étude des menaces de disparition portant sur les races de chevaux menée par l'université d'Uppsala en 2010.

## Dans la culture
Ces chevaux sont cités dans plusieurs romans malaisiens, tels que Janda 916 de Raihan Zaffya, et Awek Abang Poyo de Ummu Wafa.